# Östlicher Neubäuer Forst
Der Östliche Neubäuer Forst war ein gemeindefreies Gebiet im Landkreis Schwandorf mit dem Gemeindeschlüssel 09 377 454.
Als gemeindefreies Gebiet auf der Gemarkung Neubäuer Forst mit einer Fläche von zuletzt 1571,17 Hektar bestand der Östliche Neubäuer Forst bis 31. Dezember 2016. Zum 1. Januar 2017 wurden 75 seiner 175 Flurstücke mit einer Gesamtfläche von 7.776.237 m² in den Markt Bruck in der Oberpfalz eingegliedert, sieben Flurstücke mit einer Gesamtfläche von 661.984 m² wurden in den Markt Neukirchen-Balbini eingegliedert, 73 Flurstücke mit einer Gesamtfläche von 6.497.183 m² wurden in die Stadt Roding, Landkreis Cham eingegliedert und 20 Flurstücke mit einer Gesamtfläche von 776.274 m² wurden in die Gemeinde Walderbach im Landkreis Cham eingegliedert.
Gleichzeitig wurden 26 Flurstücke der Gemarkung Neubäu mit einer Gesamtfläche von 287.842 m² aus der Stadt Roding in den Markt Bruck in der Oberpfalz umgegliedert, sieben Flurstücke der Gemarkung Neubäu mit einer Gesamtfläche von 277.438 m² aus der Stadt Roding in den Markt Neukirchen-Balbini umgegliedert und ein Flurstück der Gemarkung Neubäu mit einer Gesamtfläche von 13.271 m² aus der Stadt Roding in die Gemeinde Walderbach umgegliedert.